# Червенокръсто каменарче
Червенокръсто каменарче (Oenanthe moesta) е вид птица от семейство Muscicapidae.

## Разпространение и местообитание
Разпространен е в Алжир, Египет, Западна Сахара, Израел, Йордания, Ирак, Либия, Мавритания, Мароко, Сирия и Тунис.